# EHF Challenge Cup 2014/15
Am EHF Challenge Cup 2014/15 nahmen 31 Handball-Vereinsmannschaften teil, die sich in der vorangegangenen Saison in ihren Heimatländern für den Wettbewerb qualifiziert hatten. Es war die 15. Austragung des Challenge Cups. Titelverteidiger war das schwedische Team IK Sävehof. Die Pokalspiele begannen am 22. November 2014, das zweite Finalspiel fand am 24. Mai 2015 statt. Im Finale konnte sich der rumänischen Vertreter HC Odorheiu Secuiesc gegen den portugiesischen Verein Académico Basket Clube durchsetzen.

## Modus
Der Wettbewerb startete mit Runde 3 mit 15 Spielen. Die Sieger zogen in das Sechzehntelfinale ein, in dem eine weitere höher gerankte Mannschaft einstieg. Alle Runden wurden im K.-o.-System gespielt. Der Sieger des Finales war Gewinner des EHF Challenge Cups in der Saison 2014/15.

## Runde 3
|                        | Gesamt |                         | Hinspiel | Rückspiel |
| ---------------------- | ------ | ----------------------- | -------- | --------- |
| B.B. Ankara Spor       | 47:60  | ZTR Saporischschja      | 23:29    | 24:31     |
| RK Radnički Kragujevac | 62:54  | AO Poseidon Loutrakiou  | 34:21    | 28:33     |
| Red Boys Differdange   | 81:45  | Ankara İl Özel İdare SK | 33:17    | 48:28     |
| Warrington Wolves HC   | 37:51  | Holon HC                | 15:27    | 22:24     |
| RK Partizan 1949 Tivat | 54:75  | HB Dudelange            | 28:38    | 26:37     |
| Samtredia              | 51:79  | Riihimäki Cocks         | 25:41    | 26:38     |
| Metaloplastika Šabac   | 44:58  | KS Puławy               | 20:26    | 24:32     |
| HC Dobrudja Dobrich    | 50:62  | AS Ramat haScharon      | 22:30    | 28:32     |
| Pölva Serviti          | 57:53  | Handball Carpi          | 36:24    | 21:29     |
| Dukla Prag             | 52:48  | Pelister Bitola         | 34:24    | 18:24     |
| Stord IL               | 77:51  | KH Prishtina            | 39:26    | 38:25     |
| Ruislip Eagles         | 37:81  | HC Visé BM              | 22:42    | 15:39     |
| Benfica Lissabon       | 61:57  | Fyllingen Bergen        | 33:32    | 28:25     |
| GAS Kilkis             | 40:39  | A.C. Doukas School      | 20:23    | 20:16     |
| HC Odorheiu Secuiesc   | 78:35  | Cambridge HC            | 35:14    | 43:21     |

## Sechzehntelfinals
|                        | Gesamt |                        | Hinspiel | Rückspiel |
| ---------------------- | ------ | ---------------------- | -------- | --------- |
| AS Ramat haScharon     | 59:46  | GAS Kilkis             | 29:19    | 30:27     |
| HC Visé BM             | 56:67  | KS Puławy              | 30:32    | 26:35     |
| HC Odorheiu Secuiesc   | 63:36  | Red Boys Differdange   | 33:20    | 30:16     |
| Benfica Lissabon       | 64:54  | HB Dudelange           | 36:30    | 28:24     |
| Académico Basket Clube | 74:57  | Dukla Prag             | 42:27    | 32:30     |
| Pölva Serviti          | 47:49  | ZTR Saporischschja     | 24:21    | 23:28     |
| Stord IL               | 54:50  | RK Radnički Kragujevac | 32:23    | 22:27     |
| Holon HC               | 52:75  | Riihimäki Cocks        | 28:35    | 24:40     |

## Viertelfinals
|                    | Gesamt |                        | Hinspiel | Rückspiel |
| ------------------ | ------ | ---------------------- | -------- | --------- |
| Stord IL           | 60:52  | AS Ramat haScharon     | 36:26    | 24:26     |
| ZTR Saporischschja | 38:48  | HC Odorheiu Secuiesc   | 18:26    | 20:22     |
| Riihimäki Cocks    | 49:65  | Académico Basket Clube | 22:27    | 27:38     |
| KS Puławy          | 61:68  | Benfica Lissabon       | 29:37    | 32:31     |

## Halbfinals
|                        | Gesamt |                  | Hinspiel | Rückspiel |
| ---------------------- | ------ | ---------------- | -------- | --------- |
| HC Odorheiu Secuiesc   | 58:54  | Benfica Lissabon | 31:29    | 27:25     |
| Académico Basket Clube | 50:45  | Stord IL         | 25:18    | 25:27     |

## Finale
Das Hinspiel fand am 17. Mai 2015 in Braga statt und da Rückspiel am 24. Mai 2015 in Odorheiu Secuiesc. Im ersten Anlauf gewinnt HC Odorheiu Secuiesc einen europäischen Pokal und in diesem Wettbewerb den 5. Titel einer rumänischen Mannschaft.
|                        | Gesamt |                      | Hinspiel | Rückspiel |
| ---------------------- | ------ | -------------------- | -------- | --------- |
| Académico Basket Clube | 57:60  | HC Odorheiu Secuiesc | 32:28    | 25:32     |